# 機界戰隊全開者 THE MOVIE 赤色戰鬥！全戰隊大集會！！
《機界戰隊全開者 THE MOVIE 赤色戰鬥！全戰隊大集會!!》（日语：機界戦隊ゼンカイジャー THE MOVIE 赤い戦い！オール戦隊大集会!!），是日本特攝節目《機界戰隊全開者》於2021年2月20日上映的獨立劇場版作品。
日本當地同步上映《超級戰隊系列》的3部劇場版，並且命名為《超級戰隊MOVIE連者2021》同時上映《魔進戰隊煌輝者 THE MOVIE Be-Bop Dream》和《騎士龍戰隊龍裝者 特別篇 Memory of Soulmate》。

## 本作特色
- 本作繼《魔進戰隊煌輝者 EpisodeZERO》後，為第二部在電視本篇播放前上映的獨立劇場版作品，亦是繼該前作再度以獨立劇場版作品的方式，來作為新戰隊登場的宣傳。[2][3][4]
- 本作的時間點位於《機界戰隊全開者》本篇第6-7界之間。
- 本作集齊了《超級戰隊系列》歷代45位主役紅色戰士[5][6]。
- 本作與《騎士龍戰隊龍裝者 特別篇 Memory of Soulmate》同樣兼為首兩部沒有巨大戰的獨立劇場版作品。
- 本作繼《百獸戰隊牙吠連者VS超級戰隊》及《電影版 獸拳戰隊激氣連者 NEINEI!HOHO!香港大決戰》後，為第三部沒有追加戰士登場的《超級戰隊系列》劇場版作品。
- 本作登場的怪人「超級惡者惡徒」的外型集合《超級戰隊系列》作最終敵人或首領的要素，亦是以《豪快者 護星者 超級戰隊199英雄大決戰》中登場的「黑十字王」的外觀樣貌作為範本。
- 本作繼《豪快者 護星者 超級戰隊199英雄大決戰》、《海賊戰隊豪快者 The Movie 飛天幽靈船》、《海賊戰隊豪快者 VS 宇宙刑事卡邦 The Movie》、《宇宙戰隊九連者 VS SPACE SQUAD》後再度出現歴代《超級戰隊系列》的幹部怪人將於劇場版集結登場。[7]
- 飾演首部《超級戰隊系列》作品《祕密戰隊五連者》「海城剛/赤連者」的演員誠直也，繼《豪快者 護星者 超級戰隊199英雄大決戰》後，再度以該角色的姿態於劇場版中演出。[8]
- 飾演介人的雙親五色田博士夫婦的川岡大次郎及甲斐麻理惠兩位演員於本作先行登場。

## 故事
今天仍舊用精采的團隊合作抵擋托吉鐵克的侵略，從壞蛋手中保護城市的全界者們！
著急如火的王朝托吉鐵克的大王·波可瓦烏斯，讓在戰鬥中唯一存活的手下庫達庫裝著封閉齒輪，大變身成超級惡者惡徒！
然而，這惡徒的能力是能讓超級戰隊世界的怪人們大集合！
全界者們立刻遭到此起彼落的責怪聲，甚至面臨被捕捉的大危機！
不僅只有怪人軍團這樣，連歷代的紅色戰士也大集結？！
全界者的初次舞台！
全明星戰鬥全力全開！！

## 登場人物

### 機界戰隊全開者
五色田介人（駒木根葵汰飾）
全開凱撒的變身者。

侏蘭（淺沼晉太郎聲）
全開侏儸的變身者。

牙昂（梶裕貴聲）
全開牙吠的變身者。

瑪姬努（宮本侑芽聲）
全開魔法的變身者。

布魯恩（佐藤拓也聲）
全開轟鳴的變身者。

五色田八手（榊原郁恵飾）
五色田介人的祖母。

小赤（福圓美里聲）
介人的寵物機械鳥，擁有說話的能力。

### 本作登場人物
超級惡者惡徒（スーパー悪者ワルド）（關智一聲演）
五色田功（ごしきだ いさお）（川岡大次郎飾）
五色田介人的父親。
五色田美都子（ごしきだ みつこ）（甲斐麻理惠飾）
五色田介人的母親。

### 歴代怪人
巴斯克・達・朱羅基亞（バスコ・タ・ジョロキア）（細貝圭飾）
《海賊戰隊豪快者》中的第三勢力「私掠船」的船長，以「想要得到些什麼，就必須放棄掉些什麼」為其信條。
薩利（サリー）（大村亨聲演）
巴斯克的同伴兼護衛。
十六夜九衛門（いざよいきゅうえもん）（潘惠美聲演）
《手裏劍戰隊忍忍者》中牙鬼家幹部牙鬼幻月的小姓。
邦葛雷（バングレイ）（神奈延年聲演）
《動物戰隊獸王者》中的第三勢力，為追求刺激而遊歷宇宙並狩獵不同奇珍異獸的獵人。
柴明哥・戴爾馬（ザミーゴ・デルマ）（入江甚儀飾）
《快盜戰隊魯邦連者VS警察戰隊巡邏連者》中異世界犯罪者集團-僵格拉的幹部成員。

### 歴代戰隊成員
海城剛（かいじょう つよし）（誠直也飾）
赤連者的變身者。

## 用語、道具及設定
- 壽喜燒披薩（ピザすき焼き，Sukiyaki Pizza）

- 全戰隊紅齒輪（オール戦隊レッドギア，All Sentai Red Gear）

又稱赤紅戰隊齒輪（赤いセンタイギア），

## 演員[9]
- 五色田介人 / 全界凱撒（聲） - 駒木根葵汰[10]
- 海城剛 / 赤連者（聲） - 誠直也[11]
- 五色田功 - 川岡大次郎
- 五色田美都子 - 甲斐麻理惠
- 巴斯克・達・朱羅基亞 / 怪人型態（聲） - 細貝圭
- 扎米高・迪魯瑪 / 怪人型態（聲） - 入江甚儀

### 配音演出
- 朱蘭 / 全界侏儸 - 淺沼晉太郎
- 加昂 / 全界牙吠 - 梶裕貴
- 瑪姬努 / 全界魔法 - 宮本侑芽
- 布倫 / 全界轟鳴 - 佐藤拓也
- 小赤 - 福圓美里
- 波可瓦烏斯 - 中田讓治
- 蓋蓋 - 鈴木達央
- 十六夜九衛門 - 潘惠美
- 邦葛雷 - 神奈延年
- 超級惡者惡徒 - 關智一

### 皮套演出
- 全界凱撒 - 高田將司
- 全界侏儸 - 竹內康博
- 全界牙吠 - 蔦宗正人
- 全界魔法 - 下園愛弓
- 全界轟鳴 - 岡田和也
- 波可瓦烏斯 -
- 超級惡者惡徒 -

## 製作人員
- 原作 - 八手三郎
- 劇本 - 香村純子
- 導演 - 中澤洋次郎
- 音樂 - 渡邊宙明、大石憲一郎
- 動作導演 - 福澤博文
- 特攝導演 - 佛田洋（特攝研究所）
- 發行 - 東映
- 製作 - 東映、tv asahi、東映動畫、東映影像、ADK、東映廣告、萬代

## 外部連結
- 《超級戰隊MOVIE連者2021》 官方網站 （页面存档备份，存于）（日語）
- 《超級戰隊MOVIE連者2021》 東映官網 （页面存档备份，存于）（日語）
- 《超級戰隊MOVIE連者2021》 Twitter（日語）